# Паметни туризам
Паметни туризам представља савремени приступ који користи технологију за трансформацију туристичких дестинација и побољшање искуства путника. Туризам је један од главних фактора економског раста заједница широм света стога је кључни захтев туризма привлачење све већег броја туриста из различитих делова света. Паметни туризам се односи на примену информационе и комуникационе технологије, слично као код паметних градова, за развој иновативних алата и приступа у циљу унапређења туризма. Паметни туризам се ослања на основне технологије као што су ИКТ (информационо-комуникационе технологије), мобилна комуникација, рачунарство у облаку, вештачка интелигенција и виртуелна реалност. Он подржава интегрисане напоре на дестинацијама да се пронађу иновативни начини за прикупљање и коришћење података добијених из физичке инфраструктуре, друштвених веза и организационих извора (како владиних тако и невладиних), као и од корисника, у комбинацији са напредним технологијама како би се повећала ефикасност, одрживост и искуства.
Велики број туристичких дестинација препознаје значај развоја паметног туризма па тако успева да унапреди своју конкурентску позицију. Ту се подједнако мисли и на побољшање туристичког искуства, али и на добробит коју остварује сама дестинација и њени становници.
Информационо-комуникациони алати који се користе за паметни туризам укључују интернет, мобилну комуникацију, рачунарство у облаку и вештачку интелигенцију. Паметни туризам комбинује физичку, информациону, друштвену и комерцијалну инфраструктуру туризма са овим алатима како би омогућио прилике за паметни туризам. Принципи паметног туризма леже у унапређењу туристичких искустава, побољшању ефикасности управљања ресурсима, максимизацији конкурентности дестинација уз нагласак на одрживим аспектима.Такође би требало да прикупља и дистрибуира информације како би се омогућила ефикасна алокација туристичких ресурса и интегрисале туристичке понуде на микро и макро нивоу, осигуравајући да су користи равномерно распоређене. Ови принципи се посебно ефикасно примењују у технолошки напредним дестинацијама попут паметних градова.

## Паметне туристичке дестинације
Свака дестинација може бити паметна туристичка дестинација ако испуњава следеће услове:
- Oбухвата сарадњу, иновације и лидерство
- Инфраструктурна интелигенција - oдноси се на сву технологију и инфраструктуру[1]

Ипак, присуство било ког од горе наведених елемената не чини дестинацију паметном и корисном. То зависи од могућности за унапређење капитала и доношење паметних одлука заснованих на примени технологије и инграструктуре. Паметни туризам захтева следеће карактеристике:
1. Технолошки интегрисана окружења
2. Прилагодљиви процеси на микро и макро нивоу
3. Уређаји за крајње кориснике
4. Стејкхолдери који активно користе паметне платформе

## Примена нових технологија ради унапређења туристичког искуства
Паметни туризам унапређује туристичко искуство кроз примену технологија као што су проширена реалност (AR), вештачка интелигенција (AI), и анализе великих података. Туристи сада могу да користе апликације које им омогућавају персонализовано планирање путовања, препоруке у реалном времену и интерактивне водиче. На пример, виртуелна стварност омогућава корисницима да истраже дестинацију пре него што је физички посете, што унапређује њихову припрему и доношење одлука. Такође, системи паметног управљања ресурсима омогућавају боље коришћење туристичке инфраструктуре, смањујући гужве и минимизирајући утицај на животну средину.
Паметне туристичке дестинације интегришу различите технолошке компоненте, укључујући: 
- IoT уређаје за прикупљање података у реалном времену (нпр. паметне камере, сензори гужве).
- Вештачку интелигенцију за анализу података и креирање персонализованих препорука.
- Blockchain технологију за сигурну размену података и верификацију идентитета.
- Мобилне апликације које омогућавају бесконтактне трансакције и интерактивно вођење кроз дестинације.

Технологије попут Internet of Things (IoT)  такође омогућавају дестинацијама да прикупљају и анализирају податке о понашању туриста. Ови подаци се користе за побољшање услуга и креирање персонализованих искустава. На пример, градови попут Барселоне и Сингапура већ успешно користе ове алате за управљање туристичким токовима и повећање одрживости.
Развој паметног туризма уско је повезан са растом паметних градова, а фокус је на самим туристима, који су у све већој мери корисници технолошких иновација.

## Апликације - паметни туризам
Алати у области паметног туризма односе се на комбинацију мобилног хардвера, софтвера и мрежа које омогућавају интеракцију између туриста, заинтересованих страна и физичких објеката. Комуникација треба да обезбеди персонализоване услуге и информације у реалном времену ради доношења паметних одлука. Три специфичне алатке паметног туризма су мобилне апликације, проширена реалност и блиска комуникација.
Апликације треба да пружају информације које помажу туристима да информисано донесу одлуке, као што су прављење резервација, услуге превођења, навигација, аудио-водичи итд.Такође, треба да омогуће комуникацију у реалном времену између заинтересованих страна и корисника.
Пример је ViaHero, која омогућава корисницима да уз помоћ локалних становника организују персонализовано путовање.
Постоје апликације које омогућавају блиску комуникацију, на енглеском, NFC (Near Field Communications) се углавном користи у туристичким местима као што су музеји. Омогућава туристима да скенирају информационе тачке на сликама, скулптурама или историјским артефактима, након чега телефон пружа преводе. NFC, међутим, захтева компатибилан уређај.
Свака локација захтева примену различитих алата. Паметни туризам доноси користи како туристима, тако и дестинацијама. За дестинације то укључује економску добит, потенцијалне стране директне инвестиције, очување културног наслеђа итд, док туристи имају користи у виду погодности, смањења трошкова и других предности.

## Изазови паметног туризма
Највећи изазови развоја паметног туризма су:
- Ослањање на паметне уређаје за покретање апликација и напајање система.

- Јаз између оних који имају и оних који немају приступ дигиталним уређајима.[11]  Овај концепт не одговара потребама оних који желе да доживе туризам ван оквира паметних градова.
- Високи захтеви за знањем и инфраструктуром.